# 214558 Korányi
214558 Koranyi è un asteroide della fascia principale. Scoperto nel 2006, presenta un'orbita caratterizzata da un semiasse maggiore pari a 2,604582 UA e da un'eccentricità di 0,192414, inclinata di 11,883885° rispetto all'eclittica.
Fa parte della famiglia di asteroidi Juno.